# Archanara uniformis
Archanara uniformis är en fjärilsart som beskrevs av Abel Dufrane 1935. Archanara uniformis ingår i släktet Archanara och familjen nattflyn. Inga underarter finns listade i Catalogue of Life.